# Sentencia para un dandy
Sentencia para un dandy es una película británica de 1968, dirigida inicialmente por Anthony Mann y terminada por Laurence Harvey al fallecer el primero durante el rodaje. Protagonizada por Laurence Harvey, Tom Courtenay y Mia Farrow en los papeles principales. 
Basada en la novela homónima de Derek Marlowe.

## Argumento
Conocida la existencia de un doble agente en los servicios secretos británicos, estos proceden a averiguar quién es y desenmascararlo.